# Aoued Meflah
 (juillet 2018).
Si vous disposez d'ouvrages ou d'articles de référence ou si vous connaissez des sites web de qualité traitant du thème abordé ici, merci de compléter l'article en donnant les références utiles à sa vérifiabilité et en les liant à la section « Notes et références ».
Benaouda Meflah dit Aoued, né le 7 mai 1906 à Mascara alors en Algérie, et mort par accident de la route le 5 mars 1965 à Takhemaret (Tiaret), est un footballeur algérien.
Évoluant au poste d'attaquant, il joue dans de nombreux clubs en Algérie et en France métropolitaine, mais il est particulièrement lié au GC Mascara. Il était surnommé la Gazelle Noir.

## Palmarès
- Champion du District de Bel-Abbès en 1926 avec le GC Mascara
- Champion d'Oranie de Promotion en 1926 avec le GC Mascara
- Champion de 2e Série Algérois en 1928 avec le MC Alger
- Coupe des AS de Champion 2e Série Algérois en 1928 avec le MC Alger
- Champion de 1re Série Algérois en 1929 avec le MC Alger
- Vice-champion de France en 1934 avec le Sporting Club fivois
- Champion d'Oranie de Promotion de 1re Division en 1948 avec le GC Mascara
- Champion d'Oranie de 1re Division en 1949 avec le GC Mascara
- Champion d'Oranie de Promotion en 1950 avec le GC Mascara
- Finaliste Coupe d'Algérie  1957  avec l'AGS Mascara  comme entraîneur